# Kim Jong-hyun (schutter)
Kim Jong-hyun (Koreaans: 김종현) (Gwangju, 21 juli 1985) is een Zuid-Koreaanse schutter, tweevoudig winnaar van een zilveren medaille: in drie houdingen op de Olympische Spelen van Londen in 2012 en liggend op de Olympische Spelen van Rio in 2016.